# Cissus antarctica
Cissus antarctica es una planta, una de la especies más conocidas del género Cissus en la familia Vitaceae.

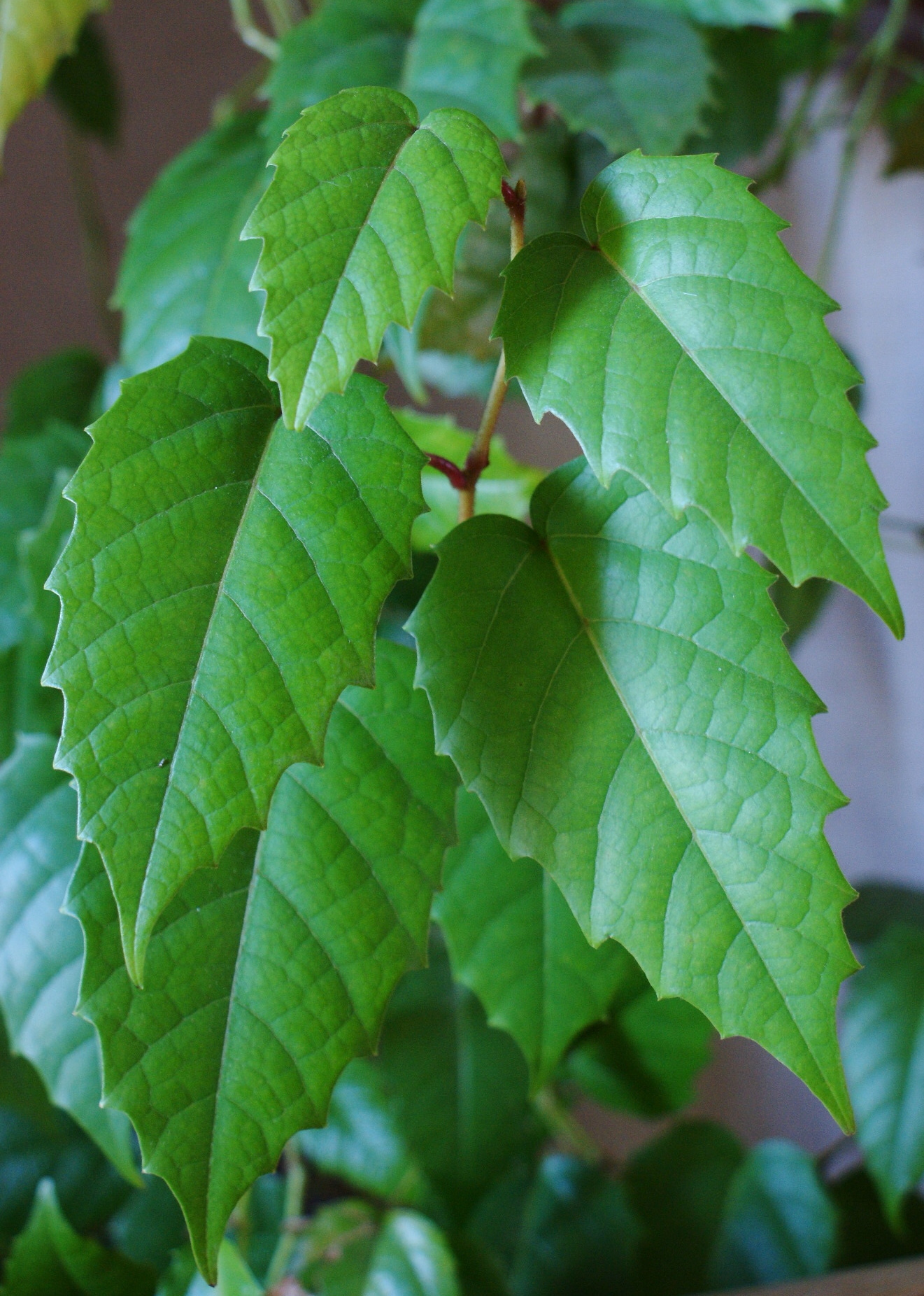
Detalle de las hojas

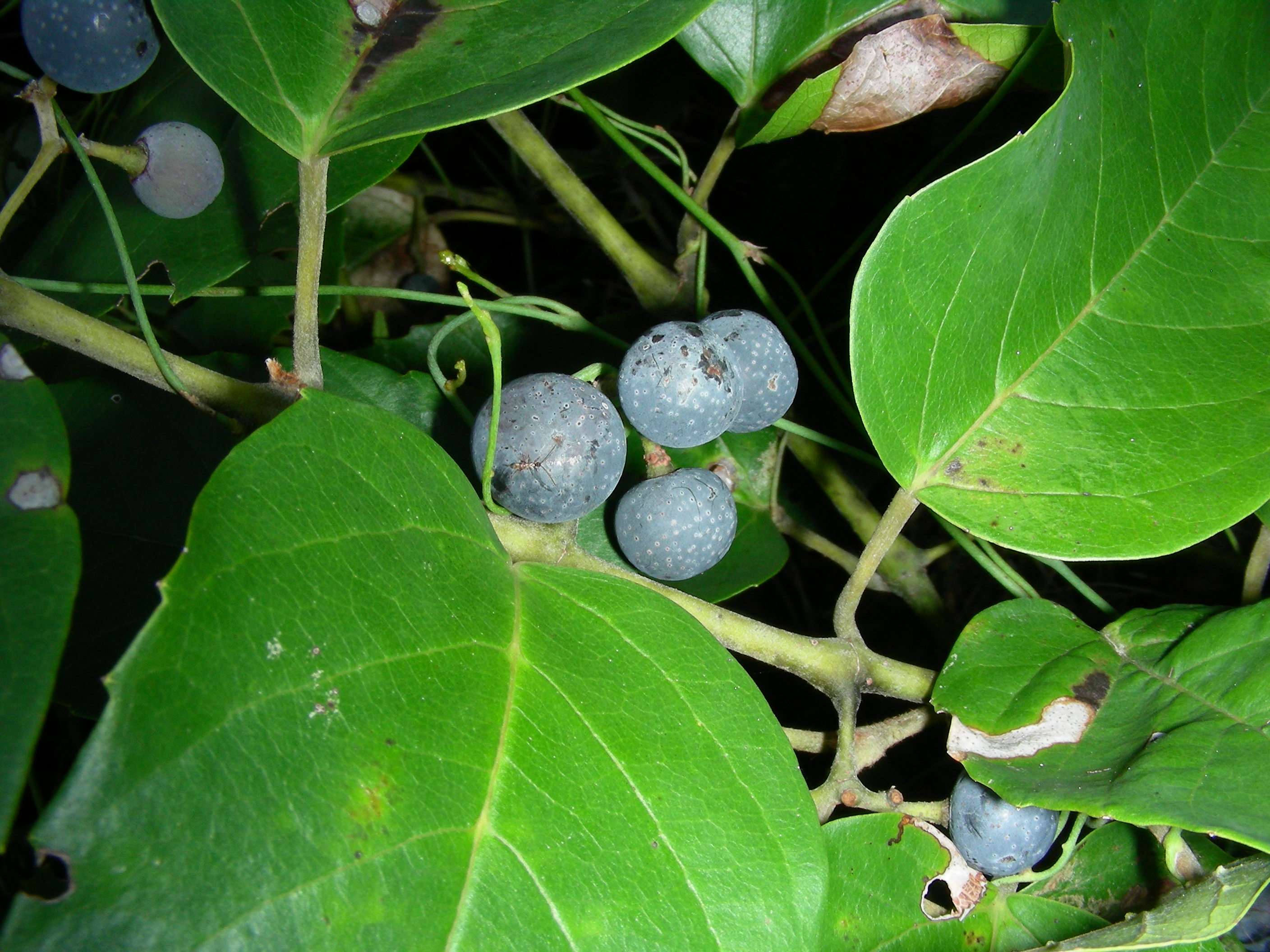
Frutos

## Descripción
Es una planta trepadora con los nuevos crecimientos ± oxidado-pubescentes, a menudo glabrescentes con la edad, con zarcillos simples o ramificados. Las hojas son simples, ovadas a ovado-oblongas, de 4-12 cm de largo en su mayoría, 20-50 mm de ancho, el ápice acuminado, la base redondeada en su mayoría, los márgenes dentados a toda la superficie, el haz ± glabras, el envés generalmente oxidado y peludo con pecíolo 1-3 cm de largo. Las inflorescencias densas, de 1-3 cm de largo. Pétalos de  2 mm de largo, de color amarillento. El fruto es globoso, de 15 mm de diámetro y de color púrpura.

## Hábitat
Se encuentra en la selva tropical más cálida, principalmente en las regiones costeras al norte de Tathra en Nueva Gales del Sur y del interior en la Cadena Liverpool, hasta Queensland. 

## Cultivo
Cissus antarctica es usada en lugares subtropicales, tales como California, como una planta ornamental de jardín.
Es también una popular planta de interior, es una planta que se adapta bien, incluso con luz tenue. No lo hace muy por encima de los 15 °C, especialmente cuando se expone a la calefacción central, lo que puede provocar que las hojas se caigan. [

## Taxonomía
Cissus antarctica fue descrita por Étienne Pierre Ventenat y publicado en Choix de Plantes, Dont la Plupart Sont Cultivées dans le Jardin de Cels 21, t. 21., en el año 1803.
Etimología
Cissus: nombre genérico que deriva del griego κισσος ( kissos ), que significa "hiedra".
antarctica: epíteto latino que significa "de la región Antártica".
Sinonimia
- Cissus antarctica var. integerrima Domin
- Cissus antarctica var. pubescens Domin
- Cissus baudiniana Brouss. ex DC.
- Cissus bodiniana Planch.
- Cissus glandulosa Poir.[6]